# Kalanchoe bentii
Kalanchoe bentii är en fetbladsväxtart som beskrevs av Charles Henry Wright och Hook f.. Kalanchoe bentii ingår i släktet Kalanchoe och familjen fetbladsväxter. Utöver nominatformen finns också underarten K. b. somalica.